# Мачадо, Факундо
Факундо Мачадо Кампос (исп. Facundo Machado Campos; род. 19 января 2004, Ривера) — уругвайский футболист, вратарь клуба «Насьональ» (Монтевидео).

## Клубная карьера
Мачадо — воспитанник столичного клуба «Насьональ».

## Международная карьера
В 2023 году в составе молодёжной сборной Уругвая Мачадо принял участие в молодёжном чемпионате Южной Америки в Колумбии. На турнире он сыграл в матче против сборной Эквадора.
В том же году Мачадо стал победителем молодёжного чемпионата мира в Аргентине. На турнире он был запасным и на поле не вышел.

## Достижения
Международные
 Уругвай (до 20)
- Победитель молодёжного чемпионата мира — 2023